# Zhang Jindong
Zhang Jindong, né le 28 mars 1963 dans la province de l'Anhui, est un entrepreneur et chef d'entreprise chinois, fondateur et président de Suning.com, l'une des entreprises chinoises les plus importantes du secteur de la vente au détail.
Son fils Steven Zhang est le président de l'Inter Milan.

## Biographie

### Études
Zhang Jindong termine un bachelor à l'université normale de Nankin.

### Carrière professionnelle
En 1990, il crée Suning.com, initialement centrée sur la vente d'appareils électroniques, avant d'élargir son secteur d'activité au commerce de détail.
Par l'intermédiaire de Suning Holdings Group, l'entreprise opère également dans les secteurs de l'immobilier, des médias, du divertissement, de l'investissement, du sport et des services financiers, et compte plus de 600 millions de clients dans le monde avec plus de 280 000 employés. Elle se classe parmi les 500 plus grandes entreprises privées chinoises en 2020 avec un chiffre d'affaires de 665,26 milliards de yuans (soit environ 102 milliards de dollars américains).
En 2021, il se classe à la 339e position du classement des personnalités les plus riches, établi par Forbes. Il est également 56e à l'échelle chinoise.